# Liste der Einträge im National Register of Historic Places im Baxter County
Die Liste der Registered Historic Places im Baxter County führt alle Bauwerke und historischen Stätten im Baxter County in Arkansas auf, die in das National Register of Historic Places aufgenommen wurden.

## Aktuelle Einträge
| Lfd. Nr. | Name                                                | Bild | Datum der Eintragung | Adresse/Lage | Ort              | ID-Nr.    | Beschreibung |
| -------- | --------------------------------------------------- | ---- | -------------------- | --- | ---------------- | --------- | ------------ |
| 1        | Baxter County Courthouse                            |      | 26. Mai 1995         | Courthouse Sq. | Mountain Home    | 95000658  |              |
| 2        | Big Flat School Gymnasium                           |      | 19. Nov. 1993        | Co. Rd. 121 S der Kreuzung mit AR 14                                                                               | Big Flat         | 93001255  |              |
| 3        | Buford School Building                              |      | 4. Sep. 1992         | AR 126 | Buford           | 92001128  |              |
| 4        | Case-Shiras-Dearmore House                          |      | 3. Feb. 1992         | 351 E. 4th St. | Mountain Home    | 91000580  |              |
| 5        | Casey House                                         |      | 4. Dez. 1975         | Fairgrounds off U.S. 62                                                                                            | Mountain Home    | 75000374  |              |
| 6        | Cold Water School                                   |      | 29. Mai 2008         | 2422 Co. Rd. 73 | Big Flat         | 08000485  |              |
| 7        | Cotter Bridge                                       |      | 4. Apr. 1990         | US 62 über den White River                                                                                         | Cotter           | 90000518  |              |
| 8        | Old Cotter High School Gymnasium                    |      | 29. Sep. 1995        | 412 Powell St. | Cotter           | 95001147  |              |
| 9        | Cotter Water Tower                                  |      | 24. Jan. 2007        | nordöstlich der Kreuzung von US 62B und State St.                                                                  | Cotter           | 06001280  |              |
| 10       | Davis House                                         |      | 23. März 1995        | südöstliche Ecke der Kreuzung von Wolf St. und AR 5                                                                | Norfork          | 95000271  |              |
| 11       | Fort Smith to Jackson Road-Talbert’s Ferry Segments |      | 22. Sep. 2004        | Adresse Verschlusssache                                                                                            | Cotter           | 04001030  |              |
| 12       | Galatia Church                                      |      | 8. Sep. 2020         | Auf der Westseite der AR 5, nördlich der Kreuzung mit der Havner Rd.                                               | Norfork Umgebung | 100005579 |              |
| 13       | Horace Mann School Historic District                |      | 29. Jan. 2007        | City Hall Circle                                                                                                   | Norfork          | 06001311  |              |
| 14       | Sid Hucheson Building                               |      | 30. Sep. 2014        | 13912 AR 5, S. | Norfork          | 14000789  |              |
| 15       | Mountain Home Cemetery, Historic Section            |      | 13. Feb. 2020        | 147 East 11th St.                                                                                                  | Mountain Home    | 100004895 |              |
| 16       | Mountain Home Commercial Historic District          |      | 15. Juni 2010        | grob begrenzt im durch E 5th St, im Süden von E 9th St, im Osten durch die S St und im Westen durch die Hickory St | Mountain Home    | 10000348  |              |
| 17       | Old Joe                                             |      | 4. Mai 1982          | Adresse Verschlusssache                                                                                            | Norfork          | 82002094  |              |
| 18       | Rollins Hospital                                    |      | 20. Sep. 2007        | 107 E. Main St. | Gassville        | 07000970  |              |
| 19       | Wolf Cemetery                                       |      | 13. März 2013        | Couty Road 68 | Norfork          | 13000063  |              |
| 20       | Jacob Wolf House                                    |      | 13. Apr. 1973        | An der AR 5, westlich des Zusammenflusses von White River und North Fork River                                     | Norfork          | 73000380  |              |